# Сестрица (пароход, 1857)
«Сестрица» — колесный буксирный пароход русского флота. Участник русско-турецкой войны 1877—1878 годов.

## История постройки
Пароход был построен в 1857 году по заказу РОПиТ на судостроительной верфи «C. Mitchell & Сo» в Ньюкасле под № 43. 7 марта 1858 года судно было передано заказчику и получило наименование «Сестрица». 

## Описание парохода
Колёсный буксирный пароход. Длина парохода составляла 35,9 метра, ширина — 6,8 метра, осадка — 1,1 метра, судно развивало скорость до 8-ми узлов. На пароходе была установлена паровая машина мощностью 140 л. с. В военное время вооружение парохода состояло из двух 4-фунтовых пушек образца 1867 года и одной скорострельной пушки.

## История службы

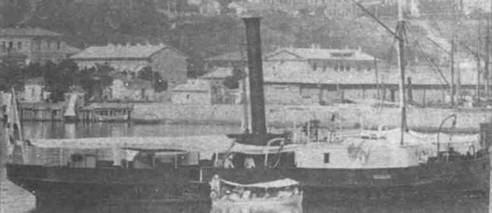
Пароход «Сестрица»

Пароход был приписан к порту Одессы. С 1858 года эксплуатировался РОПиТ на Чёрном море, пока в октябре 1876 года не был куплен Морским ведомством, вооружен и с 26 февраля 1877 года зачислен в состав Дунайской военной флотилии в качестве вооруженного парохода под командованием капитан-лейтенанта А. И. Юнга.
Принимал участие в русско-турецкой войне 1877—1878 годов, действовал на Нижнем Дунае.
Начиная с 1882 года пароход был задействован в обслуживании Бугско-Днепровской лоцдистанции. Судно использовалось для наблюдения за знаками, снабжения и ремонта маяков, промеров на канале и отмелях, в связи с чем иногда именовалось «Лоцмейстерским судном». 
В феврале 1892 года «Сестрица» была переформирована в портовое судно, а 11 декабря 1904 года пароход был исключен из списка судов. Однако вскоре пароход был переоборудован в баржу под номером 93. В 1908 году баржа, оборудованная под базу подводных лодок, передана для размещения личного состава и склада Отряда подводного плавания Черноморского флота. С конца 1908 года вновь использовалась в качестве баржи, а в сентябре 1911 года сдана на слом.